# ۱۶ سالگی (فیلم)
۱۶ سالگی (به هندی: Solva Sawan) فیلمی محصول سال ۱۹۷۹ و به کارگردانی پی باراتیراجا است. در این فیلم بازیگرانی همچون سری دوی، آمل پالکار، کولبوشان کارباندا، دینا پاتاک ایفای نقش کرده‌اند.
این فیلم بازسازی فیلم تامیلی در سن ۱۶ سالگی می باشد.